# Амурская экспедиция (1849—1855)
Амурская экспедиция 1849—1855 годов — общепринятое наименование российских исследований и организации поселений на Дальнем Востоке, и подконтрольных империи Цин территорий, предпринятых по инициативе русского морского офицера Геннадия Ивановича Невельского и губернатора Восточной Сибири Николая Муравьева в 1849—1855 годы.
Амурская экспедиция, проводимая в период ослабления Китая опиумными войнами, изначально не была организованной Российской империей и даже до определённого момента осуществлялась против воли власти, однако впоследствии была поддержана.

## Предыстория
С конца XVI века в Забайкалье и Приамурье начали проникать первые землепроходцы с запада, которые основывали там небольшие поселения. Со временем активность московских подданных на берегах Аргуни и Амура привела к конфликту с империей Цин, конфликт был разрешен путём заключения Нерчинского договора в 1689 году. Договор устанавливал границу между владениями сопредельных государств, и между тем контроль на рекой Амур и сопредельными территориями доставался Китаю.
Российская империя, тем не менее, продолжала попытки экспансии на Дальний Восток. К началу XIX века Россия уже в достаточной степени контролировала земли в бассейнах Лены, Алдана, Колымы и Анадыря, побережье Охотского моря, закрепилась на Камчатке, владела Курильскими, Командорскими, Алеутскими островами, Аляской и имела колонии на западном побережье Северной Америки. Но дальнейшее развитие Восточной Сибири в огромной мере зависело от расширения торговых отношений с Америкой, странами Восточной Азии. Последнее, в свою очередь сильно зависело от возможности судоходства по Амуру и, в дальнейшем, возможности выхода в Тихому океану в незамерзающих водах через Японское море.
Между тем, в России долгое время не было ничего известно об устье Амура. Существовало представление о том, что в своём нижнем течении Амур, распадаясь на множество мелких рукавов, в дельте не судоходен, «теряется в песках». Это представление необходимо было проверить. В 1846 году по распоряжению Николая I к устью Амура была направлена локальная экспедиция под командой поручика Александра Михайловича Гаврилова на небольшом бриге «Великий князь Константин», принадлежавшем Российско-Американской компании. Гаврилову были выданы инструкции выяснить важный для России вопрос: могут ли входить в Амур суда с моря? Однако экспедиция Гаврилова не увенчалась успехом: «Великий князь Константин» не смог добраться до устья Амура. За Амурский лиман он ошибочно принял довольно большой залив Байкал на севере Сахалина, заблудился в нём и долго не мог из него выйти, потратив на это немало времени.
Неудача побудила Николая I отказаться от дальнейших попыток приобретения Амура. На отчете об итогах экспедиции Гаврилова была положена высочайшая резолюция российского императора: 

Весьма сожалѣю. Вопросъ объ Амурѣ, какъ о рѣкѣ безполезной, оставить.— Военная энциклопедия Сытина
Эта резолюция могла бы изменить весь дальнейший ход истории, если бы не настойчивость молодого капитан-лейтенанта Г. И. Невельского.

## Замысел Невельского
Лейтенант Геннадий Иванович Невельской к середине 40-х годов XIX века был успешным морским офицером. Он служил на кораблях, плававших под вымпелом цесаревича Константина Николаевича и пользовался доверием Великого князя. Однако Геннадий Невельской неожиданно увлёкся вопросом о судоходстве дельты Амура. Перечитав всю доступную литературу того времени, Невельской пришёл к убеждению, что в Амур можно заходить с моря. Осталось лишь доказать это.
Случай подвернулся: в 1847 году было принято решение о направлении из Санкт-Петербурга в Петропавловск-Камчатский транспортного корабля «Байкал» с грузом для гарнизона порта. Невельской напросился на назначение капитаном этого судна. Идея Невельского заключалась в том, чтобы прибыть в Петропавловск весной, разгрузиться, а затем иметь возможность в течение лета пройти к устью Амура и исследовать его. Перед отплытием Невельской заручился поддержкой только что назначенного губернатором Восточной Сибири Николая Николаевича Муравьёва (впоследствии — граф Амурский, с именем которого связано дальнейшее освоение Приамурья и Дальнего Востока).
При поддержке Н. Н. Муравьёва и начальника главного морского штаба князя Меншикова Невельской направил императору Николаю I прошение о разрешении экспедиции к устью Амура, однако до отплытия из Санкт-Петербурга разрешение не было получено.

## Экспедиция Невельского 1849 года
Капитан-лейтенант Невельской на корабле «Байкал» отбыл из Кронштадта 21 августа 1848 года. Был выбран Западный маршрут плавания: Кронштадт — Портсмут — Рио-де-Жанейро — Мыс Горн — Вальпараисо — Гавайские острова — Петропавловск-Камчатский. Спустя 8 с лишним месяцев, 12 мая 1849 года «Байкал» в целости прибыл в Петропавловский порт. Однако, высочайшего разрешения на экспедицию, которое Невельской надеялся получить по прибытии на Камчатку, не было. Невельской получил лишь копию инструкции, составленной для него Муравьевым и направленной на утверждение императору. Содержание этой инструкции сводилось к следующему:
- из Петропавловска идти к северной части Сахалина, где осмотреть, нет ли здесь закрытой гавани или хорошего рейда;
- определить с севера вход в лиман Амура и обследовать северную часть лимана, особенно между мысами Ромберга и Головачева;
- обследовать устье реки Амур, состояние входа на некотором протяжении, поискать место для защиты устья в этом районе;
- описать берега Амура и лимана в географическом и статистическом отношениях;
- исследовать берег Охотского моря и Константиновского залива и привести эти места в ясность и определённость, необходимую для безопасного плавания судов в Охотском море.
- определить состояние южной части лимана: выяснить, справедливо ли убеждение, что Сахалин полуостров; если это убеждение ошибочно, то исследовать пролив, отделяющий Сахалин от материка, а также исследовать, нет ли тут места, удобного для защиты входа в лиман с юга.

Поскольку период навигации в Охотском море не долог и в ожидании разрешения время может быть упущено, Невельской решился на свой страх и риск начать экспедицию, следуя инструкции Муравьева. 30 мая 1849 года «Байкал» снялся с якоря в Петропавловской бухте и направился в сторону острова Сахалин. 17 июня корабль достиг северного берега Сахалина в районе мыса Елизаветы. Двигаясь по карте, составленной Крузенштерном, Невельской обогнул Сахалин с запада у мыса Марии (Полуостров Шмидта) и вдоль его берегов направился в Амурский лиман. После некоторых манёвров и с помощью местных жителей Невельскому удалось то, что не удалось поручику Гаврилову: обнаружить вход в Амурский лиман и найти устье Амура. «Байкал» встал на якорь в удобной бухте, а Невельской с частью команды на весельных лодках 11 июля 1849 года вошёл в воды Амура.
Обследовав устье Амура на протяжении около нескольких десятков километров вверх по реке, Невельской повернул обратно и выйдя в лиман, направился к югу. Так, Невельской совершил самое значительное географическое открытие: Сахалин, который в то время считался полуостровом, — оказался островом. А это означало, что из Амура можно плыть непосредственно на юг, не огибая Сахалин с севера, — через Татарский пролив (который до этого считался заливом) попадая в Японское море. Пролив между материком и островом Сахалин, шириной всего 7 километров (в районе современного поселка Лазарев) назван проливом Невельского.
1 августа 1849 года Невельской вернулся на «Байкал». В течение некоторого времени «Байкал» ходил у юго-западного берега Охотского моря, уточняя и исправляя многочисленные неточности в картах, а затем 1 сентября 1849 года прибыл в порт Аян, где к тому времени находился и Муравьев. Невельской доложил губернатору об открытиях. Донесения о них пошли в Санкт-Петербург и впоследствии самовольство Невельского было прощено; он даже был повышен в чине до капитана 2-го ранга. Но и одобрения своих действий он не получил: значительная часть государственных деятелей России посчитали выходку Невельского вредной для России, поскольку, по их мнению, она могла ухудшить отношения с Китаем.

## «Самоуправство» Невельского
В сентябре 1849 года, сдав корабль «Байкал» в Охотске, Невельской сушей отправился в столицу. В Санкт-Петербурге Невельской пробыл недолго. Его отчет об экспедиции и предложение уже следующим летом 1850 года занять устье Амура не нашли поддержки в политических кругах.
Тем не менее, он был направлен в распоряжение генерал-губернатора Муравьева-Амурского, которому Высочайшим повелением предписывалось:
1. В заливе Счастья , или в какой-либо местности на юго-восточном берегу Охотского моря, но отнюдь не в Амурском лимане, а тем более не на реке Амуре, основать зимовье.
2. В этом зимовье Российской-Американской компании производить торговлю с местным населением, но ни под каким видом и предлогом не касаться лимана и реки Амур.
3. Для основания этого зимовья и для его охраны взять 25 человек матросов и казаков из Охотска.
4. Исполнение этого произвести под наблюдением и по распоряжению генерал-губернатора Восточной Сибири, под непосредственным ведением которого и должны состоять все действия этой экспедиции.
5. Для приведения в исполнение на месте этого повеления, а равно и для избрания места для зимовья, командировать в распоряжение генерал-губернатора капитана 2-го ранга Невельского.

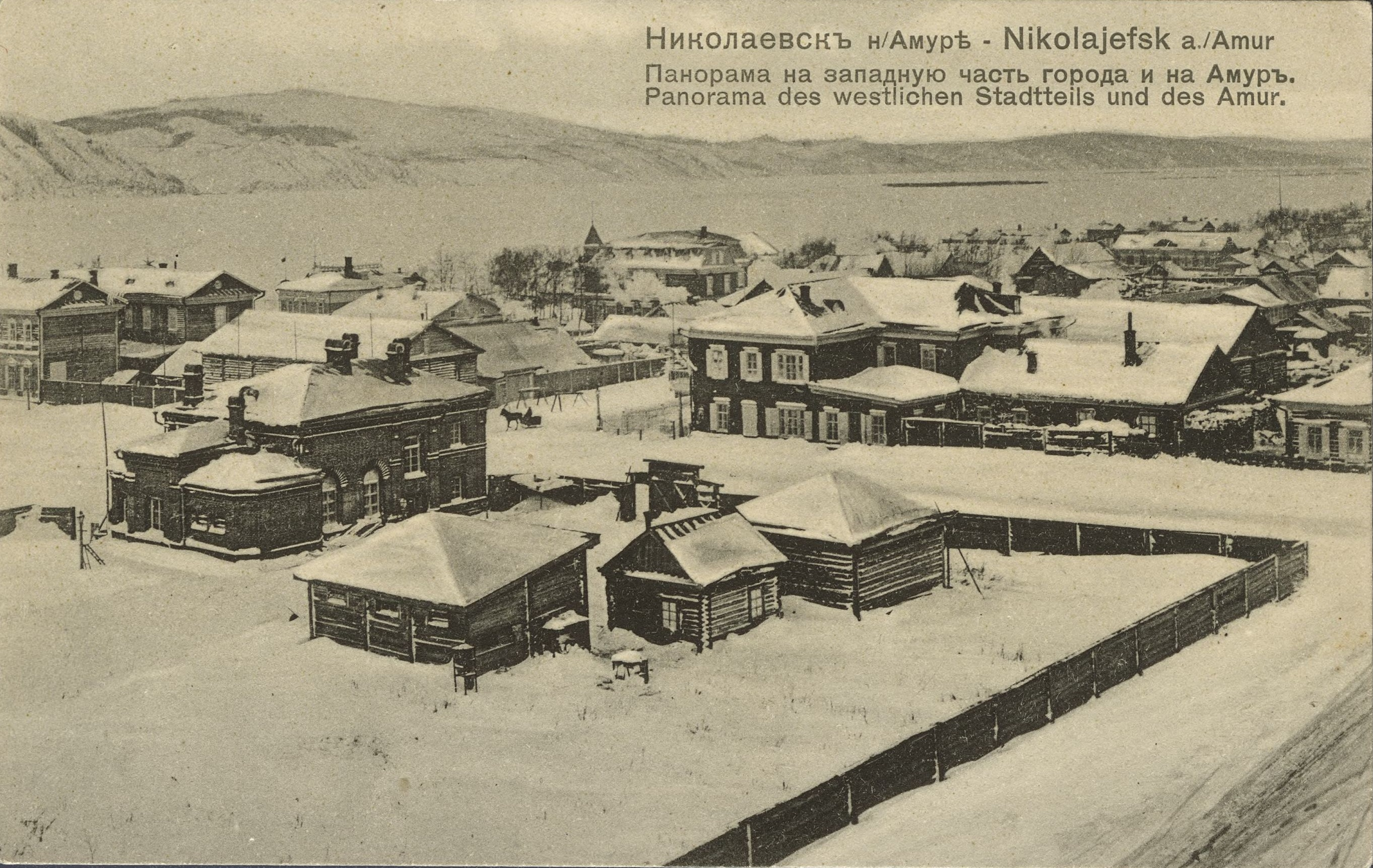
Николаевск-на-Амуре в конце 19-го века

Несмотря на то, что такое повеление оказалось совсем не тем, чего ждали Невельской и Муравьев, они незамедлительно приступили к его исполнению. Прибыв в Иркутск 27 марта 1850, уже в чине капитана 1 ранга, Невельской немедленно занялся подготовкой новой экспедиции. Летом 1850 года он на бриге «Охотск» направился из Аяна в залив Счастья. 29 июня (11 июля) 1850 года, в полном соответствии с Высочайшим предписанием, Г. И. Невельской основал в этом заливе первое русское поселение, названное Петровское зимовье, которое в течение последующих трёх лет служило главной базой экспедиции и основным пунктом её снабжения.
Однако, Невельской, опираясь на поддержку Муравьева, совершил неслыханное самовольство: несмотря на Высочайший запрет, он не только снова проник в устье Амура, но и основал там поселение: 1 августа 1850 года на мысе Куегда Невельским был основан Николаевский пост, впоследствии город Николаевск-на-Амуре.
При этом, без указания и одобрения свыше, на свой страх и риск Невельской распорядился поднять русский военный флаг и объявил о состоявшемся присоединении Амурского края к России:

Отъ имени Россійскаго Правительства симъ объявляется всѣмъ иностраннымъ судамъ, плавающимъ въ Татарскомъ заливѣ, что так как прибрежье этого залива и весь Приамурскій край до Корейской границы съ островомъ Сахалинъ составляютъ Россійскія владѣнія, то никакія здѣсь самовольныя распоряженія, а равно обиды обитающимъ инородцамъ не могутъ быть допускаемы. Для этого нынѣ поставлены россійскіе военные посты въ заливѣ Искай и на устьѣ р. Амура. Въ случаѣ какихъ-либо нуждъ или столкновеній съ инородцами предлагается обращаться къ начальникамъ постовъ— Военная энциклопедия Сытина
Оставив в Николаевском посту 6 матросов, а в Петровском оставив за себя Д. И. Орлова, Невельской в конце 1850 года явился в Санкт-Петербург. Самоуправные действия Невельского вызвали недовольство и раздражение в правительственных кругах России. Так называемый Особый Комитет счел его поступок дерзостью, достойной разжалования в матросы, о чём и было доложено императору Николаю I. Однако, выслушав доклад Муравьева Н. Н., Николай I назвал поступок Невельского «молодецким, благородным и патриотическим», и даже наградил его орденом Владимира 4 степени, а на доклад Особого Комитета наложил знаменитую резолюцию: 

Гдѣ разъ поднятъ русскiй флагъ, тамъ онъ спускаться не долженъ.— Статья Амурская экспедиция в Военной энциклопедии Сытина (недоступная ссылка с 14-06-2016 [3319 дней])
Идеи Муравьева и Невельского, таким образом, восторжествовали, а для прекращения противодействия Особого комитета, его председателем был назначен цесаревич Александр Николаевич (будущий император Александр II). Вопрос об Амуре снова был пересмотрен. Действия Невельского были признаны правильными и Россия объявила Амур и его устье — территориями, находящиеся под наблюдением и охраной России до окончательного разрешения пограничных вопросов с Китаем.

## Официальная экспедиция

### 1 этап (1851—1852 годы)
С этого момента можно считать Амурскую экспедицию — официальной экспедицией правительства Российской империи. Особый Комитет, уже под председательством Государя Наследника рассмотрел вопрос заново и решил: Николаевский пост, самовольно выставленный Невельским, сохранить в виде лавки Российско-Американской компании, но в дальнейшем никаких новых мест не занимать. Однако, иностранным судам, которые обнаружили бы намерение занять какой либо пункт около устья Амура, объявлять, что без согласия российского и китайского правительств такие действия недопустимы и могут повлечь соответствующую ответственность. Невельской был назначен начальником экспедиции, которая с этого момента официально называлась «Амурской». Ему придавались дополнительные силы (до 60 человек матросов, два офицера и доктор). Однако финансирование и снабжение экспедиции вновь возлагалось на Российско-Американскую компанию. Правда, императорское правительство обещало возместить её убытки (если таковые будут) в определённых пределах.
Весной 1851 года Невельской, уже вместе с молодой супругой Екатериной Ивановной, вернулся в Петровское и в дальнейшем не покидал берегов Амура, вплоть до 1855 года. На протяжении двух лет Невельской и его подчиненные: лейтенант Н. К. Бошняк, подпоручик Д. И. Орлов, мичман Н. М. Чихачев (впоследствии адмирал, видный государственный деятель), мичман Г. Д. Разградский, прапорщик А. И. Воронин, приказчик А. П. Березин, топограф Л. А. Попов и другие (имена этих людей увековечены в географических названиях Дальнего Востока) осуществили подробное исследование Амурского края, описали берега, составили карты и собрали ценный материал, послуживший, впоследствии, основой для российско-китайских переговоров. Эти люди, а также десятки безымянных матросов терпели голод и лишения, осваивая неизвестный край. Неоценимую помощь при этом оказал бессменный врач экспедиции доктор Е. Г. Орлов.
Исследования продолжались не только летом, но и зимой. На оленях и собаках участники экспедиции Невельского разъезжали далеко от Петровского. При этом, в частности, зимой 1852 года было совершено ещё одно важное географическое открытие: подпоручик Дмитрий Орлов доказал, что Хинганский хребет, который согласно Нерчинскому договору был принят за границу России и Китая, от истока реки Уды направляется не к северо-востоку, как ошибочно до этого времени полагали и как обозначалось на всех картах, а к юго-западу. Это впоследствии стало одним из формальных поводов к пересмотру Нерчинского договора. Кроме того, южнее Амура были обнаружены стихийные русские поселения, хотя до этого считалось, что русского населения в этих местах нет.
При этом, китайской администрации обнаружено не было. Помимо исследований, Невельской и его подчиненные устанавливали в крае российскую власть, разрешали споры между местными жителями, обеспечивали их защиту от иностранных мореплавателей, обращали аборигенов в христианство.

### 2 этап (1853—1855 годы)

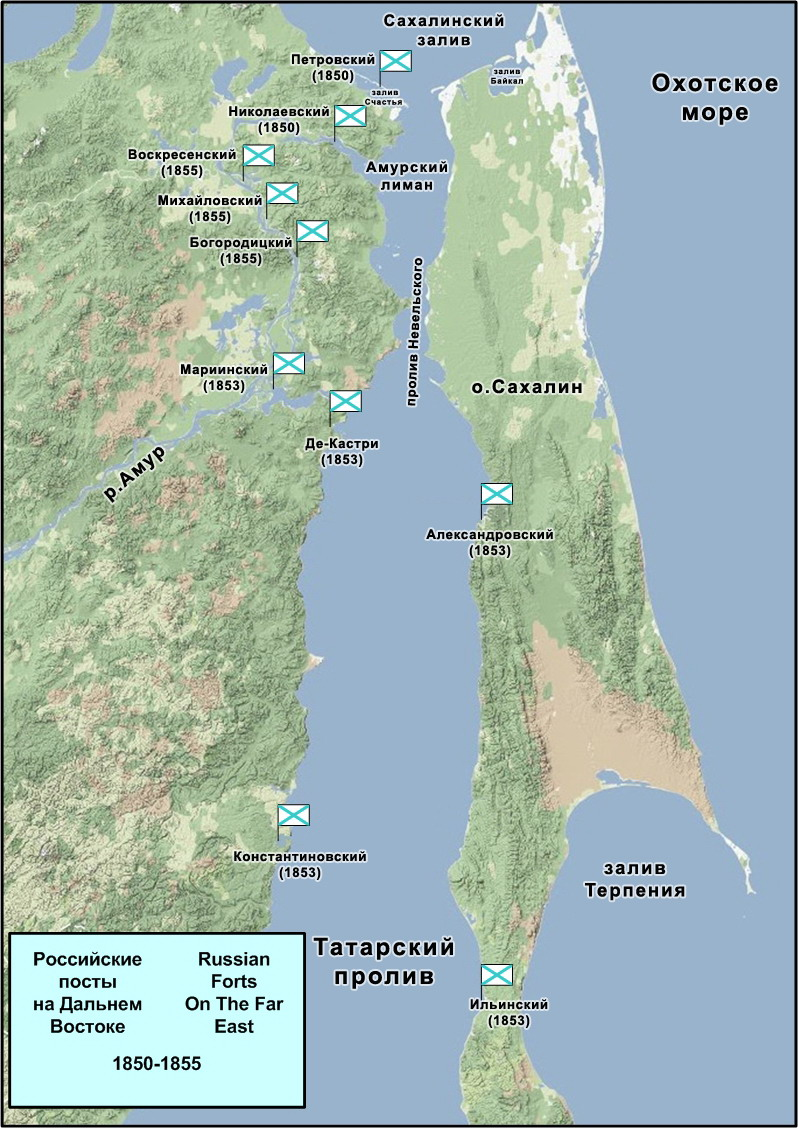
Российские посты, основанные в ходе Амурской экспедиции

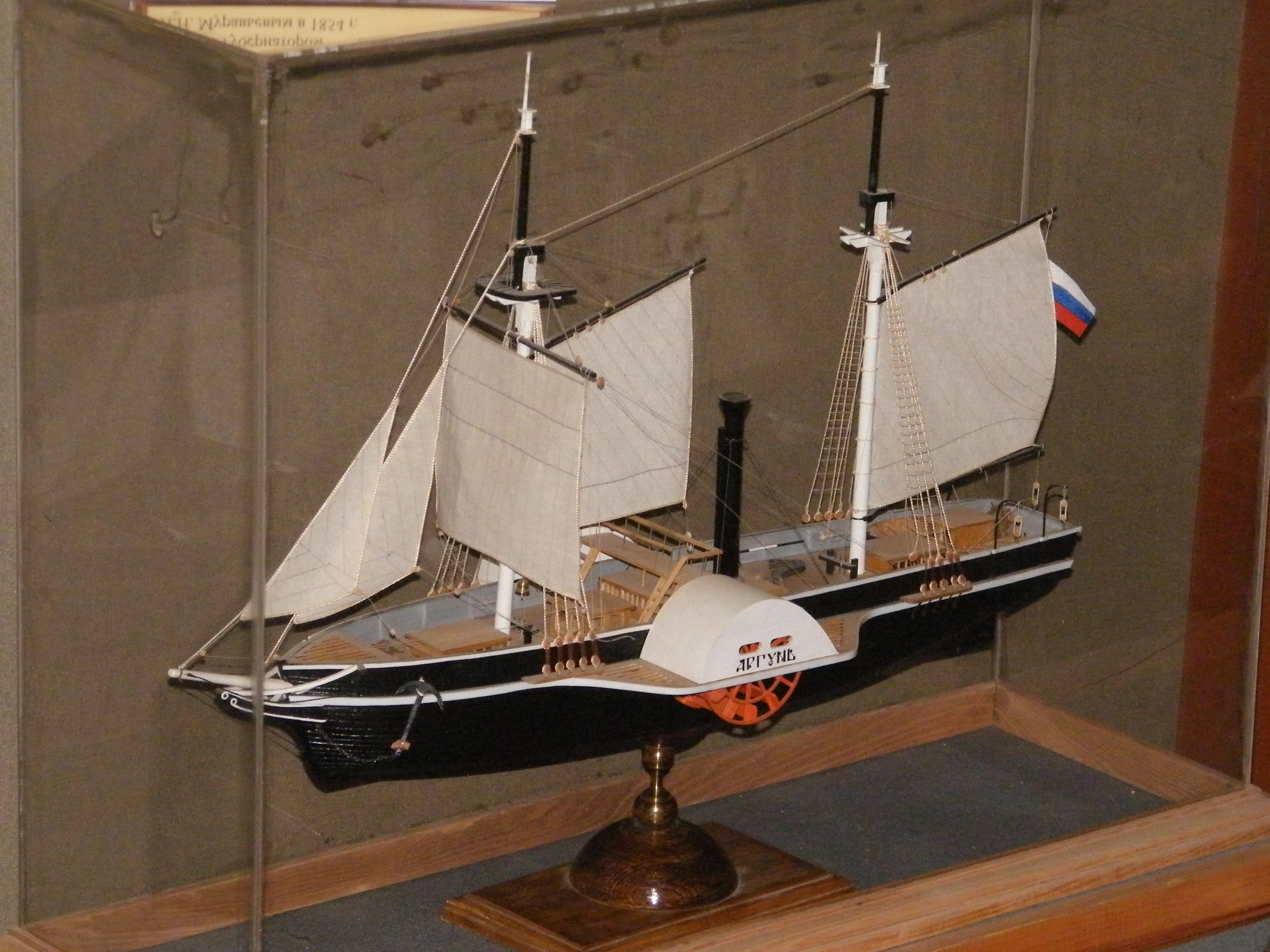
Модель парохода «Аргунь», первого парохода на Амуре. (Хабаровский краевой музей имени Н. И. Гродекова)

В начале 1853 года в политике России на Дальнем Востоке произошли определённые изменения. Причиной этому послужили, как замены в правительстве, так и международная обстановка. Было учтено и то, что Китай никак не отреагировал на появление российских моряков в устье Амура. Фактически была дана установка на подчинение России этого края. Амурская экспедиция стала уже не предприятием Российско-Американской компании, но полномочным органом России на Дальнем Востоке. Невельской, которому вскоре было присвоено адмиральское звание, получил право действовать на правах губернатора или областного начальника. Были существенно расширены и штаты экспедиции. Участники экспедиции получили награды, были повышены в звании, им были гарантированы государственные социальные гарантии.
Одновременно, Невельскому были развязаны руки в установлении суверенитета России над дальневосточными территориями. После этого, в течение лета 1853 года были основаны сразу несколько новых постов: просуществовавший около недели Ильинский (ныне поселок Ильинское) — на западном побережье Сахалина; Александровский пост в бухте Де-Кастри и пост Константиновский (ныне город Советская Гавань) в Императорской гавани — на материковом побережье Татарского пролива, а также Мариинский пост (ныне село Мариинское) на правом берегу Амура, в северо-восточной части озера Большое Кизи. Мариинский пост впоследствии оказался важной перевалочной базой для судов, приходящих из верхнего Амура: следуя далее по озеру Большое Кизи можно было почти вплотную подойти к Татарскому проливу в районе бухты Де-Кастри (расстояние между побережьем Татарского пролива и восточными заливами озера Большое Кизи в этих местах составляет всего 10-20 км.). Летом 1853 года шхуна «Восток», находившаяся в составе эскадры адмирала Путятина впервые прошла из Японского моря в Амурский лиман через пролив Невельского.
С воодушевлением повинуясь новым повелениям, Невельской и его подчиненные от имени России везде объявляли о суверенитете России над исследуемыми ими землями. Характерна инструкция, которая была дана Невельским одному из его подчиненных мичману Разградскому, направленному в бухту Де-Кастри: «По прибытии в бухту де-Кастри, поднять и постоянно держать там Российский флаг». При этом Невельской предписывал мичману:

Въ случаѣ прихода въ де-Кастри американскихъ военныхъ судовъ, принять ихъ сколь возможно дружественно, вѣжливо и радушно; при сношеніи же съ начальниками и офицерами объяснять, что плаваніе по лиману, наполненному лабиринтомъ мелей и банокъ, при сильныхъ неправильныхъ теченіяхъ, не только затруднительно, но въ высшей степени опасно для мелкосидящихъ судовъ, для судовъ же средняго ранга невозможно. Что вся эта страна пустынная, гористая, безъ всякихъ путей сообщенія. Что по нерчинскому трактату, заключенному съ Китаемъ въ 1689 г., и по праву занятія острова Сахалина нашими тунгусами въ 17 столѣтіи, первоначальнаго его описанія въ 1742 году и занятія южной части его въ 1806 г. русскими, вся страна эта до корейской границы, какъ равно и островъ Сахалинъ, всегда составляли и составляютъ россійскія владѣнія.— Невельской Г. И. Подвиги русских морских офицеров на крайнем востоке России. 1849-55 гг. Глава XX.
В 1854 и 1855 годах по инициативе Муравьева Н. Н. с Высочайшего соизволения императора Николая I были организованы походы из верховьев Амура к его устью на множестве судов, доказавшие судоходность Амура на всём своем протяжении. Помимо прочего, эти сплавы принесли к устью Амура дополнительные людские силы, средства и вооружения. Сам Муравьев участвовал в этих экспедициях, лично посетил устроенные Невельским посты, некоторые бухты, а также встретился с адмиралом Путятиным на борту его флагмана — знаменитого фрегата «Паллада» в Императорской бухте. Экспедиции по Амуру имели и важнейшее политическое значение: согласно Нерчинскому договору Россия не имела права плавать по Амуру, однако Китай не препятствовал этим сплавам.

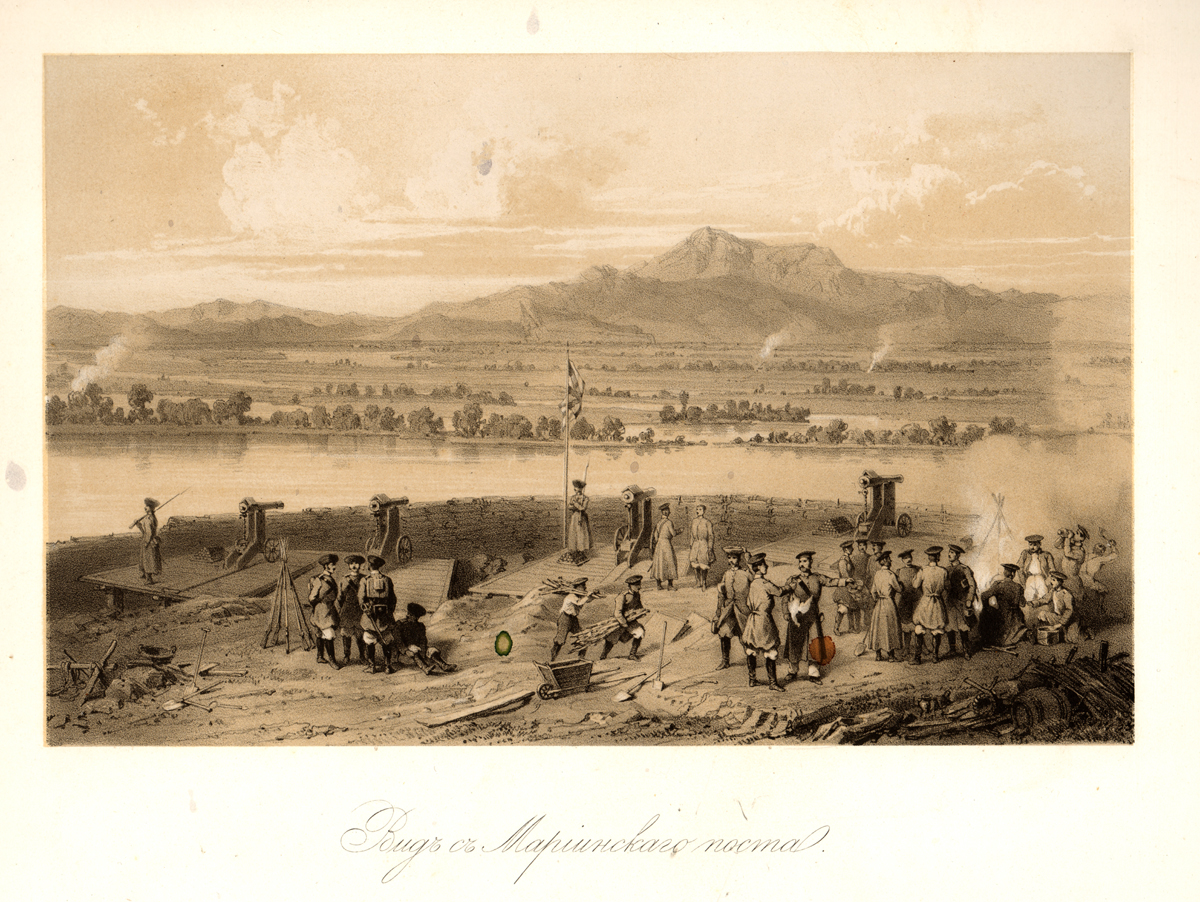
Мариинский пост на Амуре

К середине 1850-х годов устье Амура, Сахалин и другие дальневосточные в основном были де-факто закреплены за Россией. При этом, Россия, в ходе Амурской экспедиции не применяла военной силы. Более того, экспедиция Невельского во многом опиралась на лояльность и даже помощь местного населения, в обращении с которым русские моряки вели себя в достаточной степени корректно. Численность российского военного и гражданского контингента в устье Амура 1854—1855 годах неимоверно выросла. Если в 1851 году экспедиция составляла всего около 50 человек, то к началу лета 1855 года только в Николаевском посту, по свидетельству самого Невельского, «неожиданно явилось до 5,000 душ». Начиная с 1855 года в русские поселения стали появляться уже десятками в год. Фактически, миссия экспедиции на этом была исчерпана: началось масштабное освоение Россией Дальнего Востока.
Между тем, осенью 1853 года началась Крымская война. Российское командование справедливо опасалось появления у берегов Камчатки и Сахалина англо-французских военных кораблей. В этой связи, часть постов в Татарском проливе были сняты по приказу Путятина. Поскольку защитить Петропавловский порт не представлялось возможным, суда, находившиеся в нём были перебазированы в бухту Де-Кастри. Там, весной 1855 года они были обнаружены разведывательном судном неприятеля. Однако, когда спустя некоторое время, англо-французская эскадра пришла в Де-Кастри с намерением уничтожить российский флот, в бухте не оказалось ни одного судна: они ушли в Амурский лиман через пролив Невельского. Неприятель, будучи уверенным, что Сахалин — полуостров, предположил, что российские корабли прячутся в одном из заливов Татарского пролива и до осени обследовал бухту за бухтой. Ничего не обнаружив, и даже не заметив Императорской гавани, где в одиночестве стоял фрегат «Паллада», англо-французский отряд вернулся в Де-Кастри и предпринял попытку высадки десанта. Однако, десант был отброшен артиллерийским и ружейным огнём. При этом, российский пост очень быстро получил подкрепление из Мариинского и неприятель был вынужден уйти. Так впервые на практике проявились результаты деятельности Невельского и Муравьева на Дальнем Востоке.
Миссия адмирала Невельского на этом была окончена и в конце 1855 года он покинул амурские берега.

## Итоги экспедиции

Доска с именами участников Амурской экспедиции на памятнике Муравьёву-Амурскому в Хабаровске

- Доказано судоходство по Амуру вплоть до выхода в Амурский лиман, а также возможность выхода из лимана, как на север, так и на юг;
- Доказано, что Сахалин — остров и что из устья Амура, а также из восточной части Охотского моря можно непосредственно проникнуть в Японское море, не огибая Сахалин.
- Составлены подробные карты Амурского лимана, Татарского пролива и устья Амура; найдены удобные бухты в Татарском проливе, в первую очередь Императорская гавань (ныне Советская гавань — один из крупнейших морских портов на Дальнем Востоке России).
- Уточнено направление восточной части Хинганского хребта.
- К России де-факто присоединены земли в низовьях Амура, остров Сахалин и Уссурийский край.
- Исследованы природные ресурсы Приамурья, Сахалина и частично Уссурийского края, в том числе обнаружены запасы каменного угля на острове Сахалин.

## Последствия экспедиции

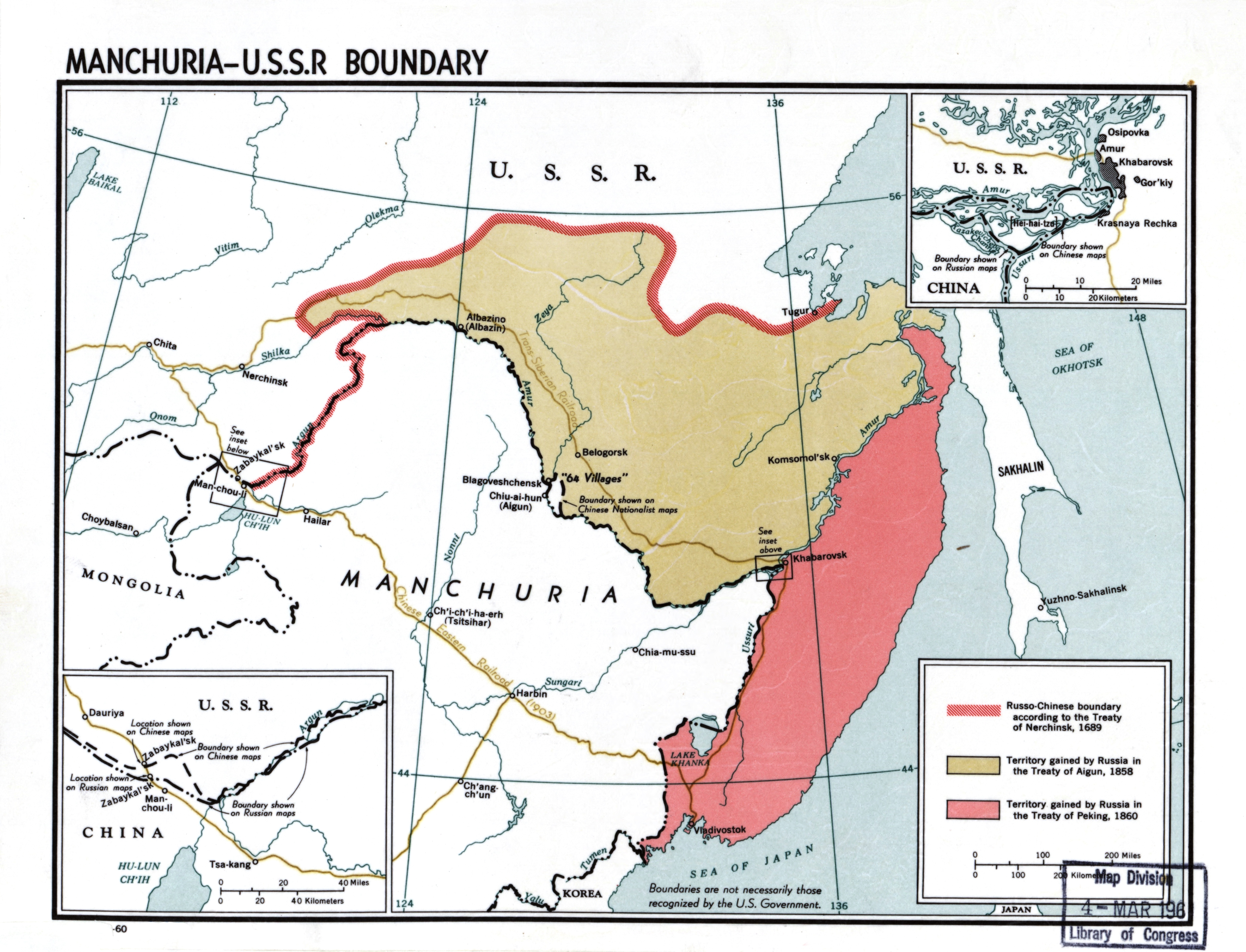
Территории, отошедшие к Российской империи территории империи Цин по:
Айгуньскому договору 1858 года
Пекинскому договору 1860 года

Вступивший в 1855 году на царствование император Александр II, и до этого внимательно следивший за Амурской экспедицией, незамедлительно поручил Муравьеву вступить в переговоры с правительством империи Цин об Амуре и об уточнении границ. В то же время Китай находившийся в очередной опиумной войне против коалиции европейских держав, под угрозой очередной войны, но уже с Российской империей был вынужден в 1858 году заключить с Россией Айгунский договор. А после разгрома Китая во второй опиумной войне, Китай дополнительно подписал Пекинский договор. В результате этих договоров Приамурье и Уссурийский край были признаны владениями Российской империи. В то же время в современной китайской историографии договоры периода опиумных войн принято считать неравными.

## Амурская экспедиция в литературе и искусстве
- «Залив счастья» — художественный фильм, снятый Владимиром Лаптевым на Свердловской киностудии (1987). Сценарий фильма не вполне соответствует историческому материалу.
- «Фрегат „Паллада“» — очерки путешествия Ивана Александровича Гончарова, в котором упоминается прохождение шхуны «Восток» через пролив Невельского.
- Цикл романов «Далёкий край» (1946—1949), «Первое открытие» (1969) (Первоначальное название — «К океану», 1949), «Капитан Невельской (1956—1958)», «Война за океан» (1960—1962) — Николая Задорнова
- «Путь к океану» (1959) — исторический очерк Виталия Тренева
- «Любовь, Амур, Счастье» — исторический очерк Александра Алексеева